# Kooi (dieren)

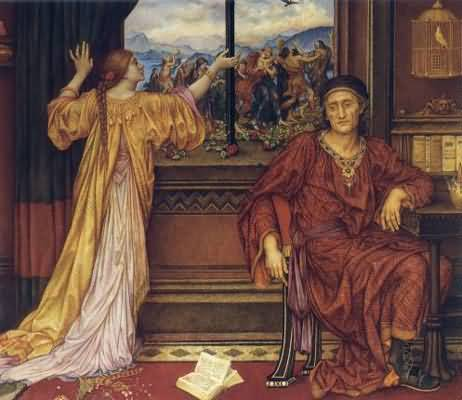
The gilded cage (De vergulde kooi), Evelyn De Morgan

Een kooi is een bewaarplaats voor dieren voorzien van gaas of tralies, zoals gebruikt in een dierentuin, in een circus of bij mensen thuis. Deze laatste wordt vooral gebruikt om kleine huisdieren (vogels, kleine knaagdieren) in te houden.

## Stal
Sommige stallen worden ook kooi genoemd. Met name een opstal voor schapen, de schaapskooi, zoals die te vinden is bij de grote Nederlandse heidevelden. 
De schaapskooi dient voornamelijk als nacht- en als winterverblijf. Met mooi weer wil het nog weleens voorkomen dat de herder besluit de nacht op het veld over te blijven.
In Nieuw-Schoonebeek bevindt zich nog een boô, een vergelijkbare ruimte voor rundvee.

## Afbeeldingen

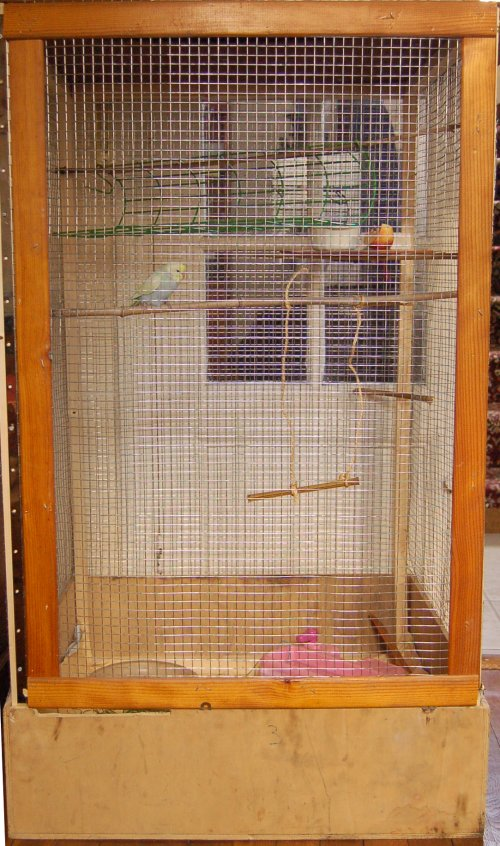
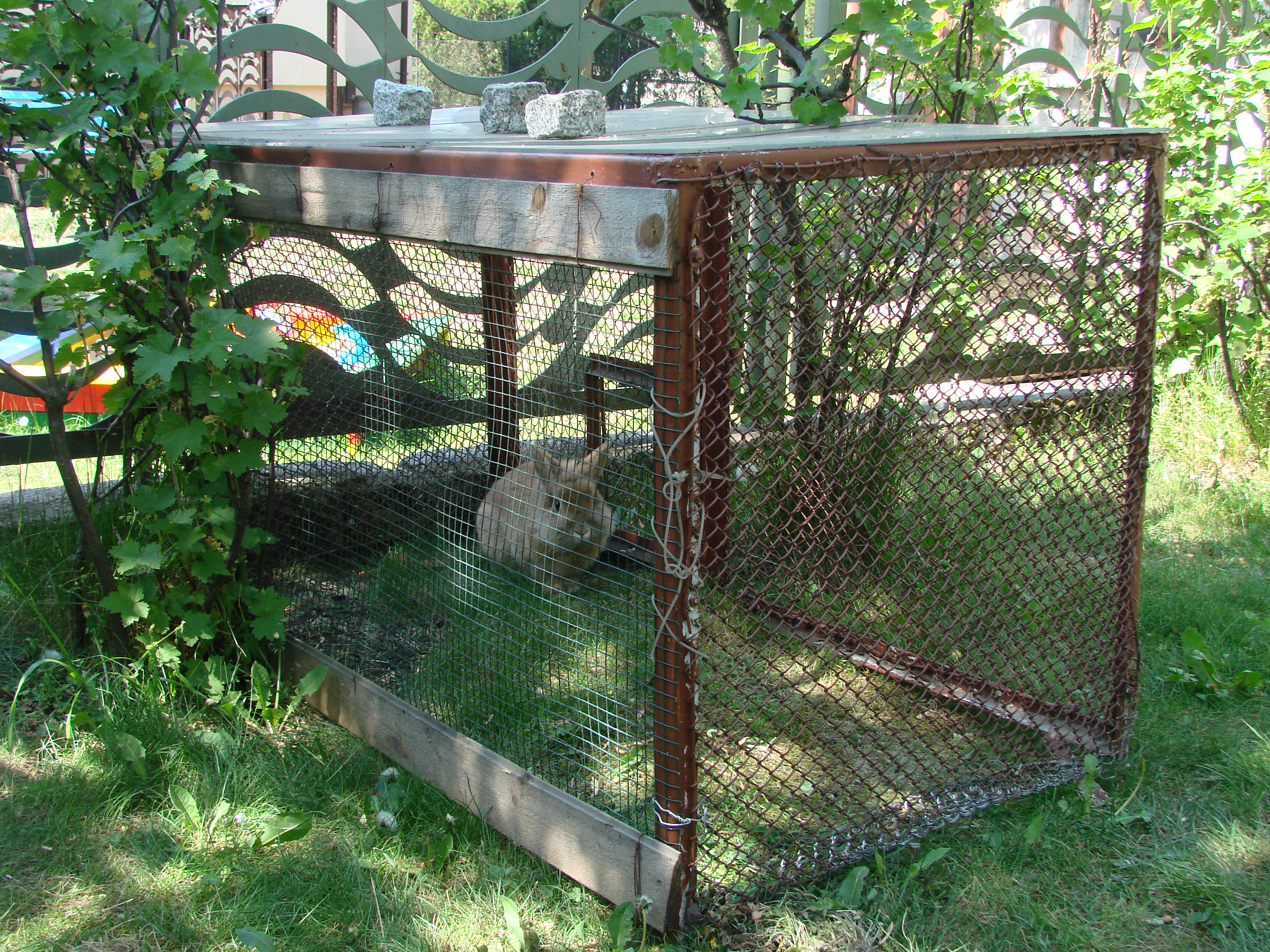
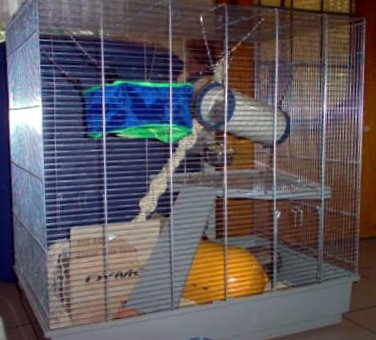
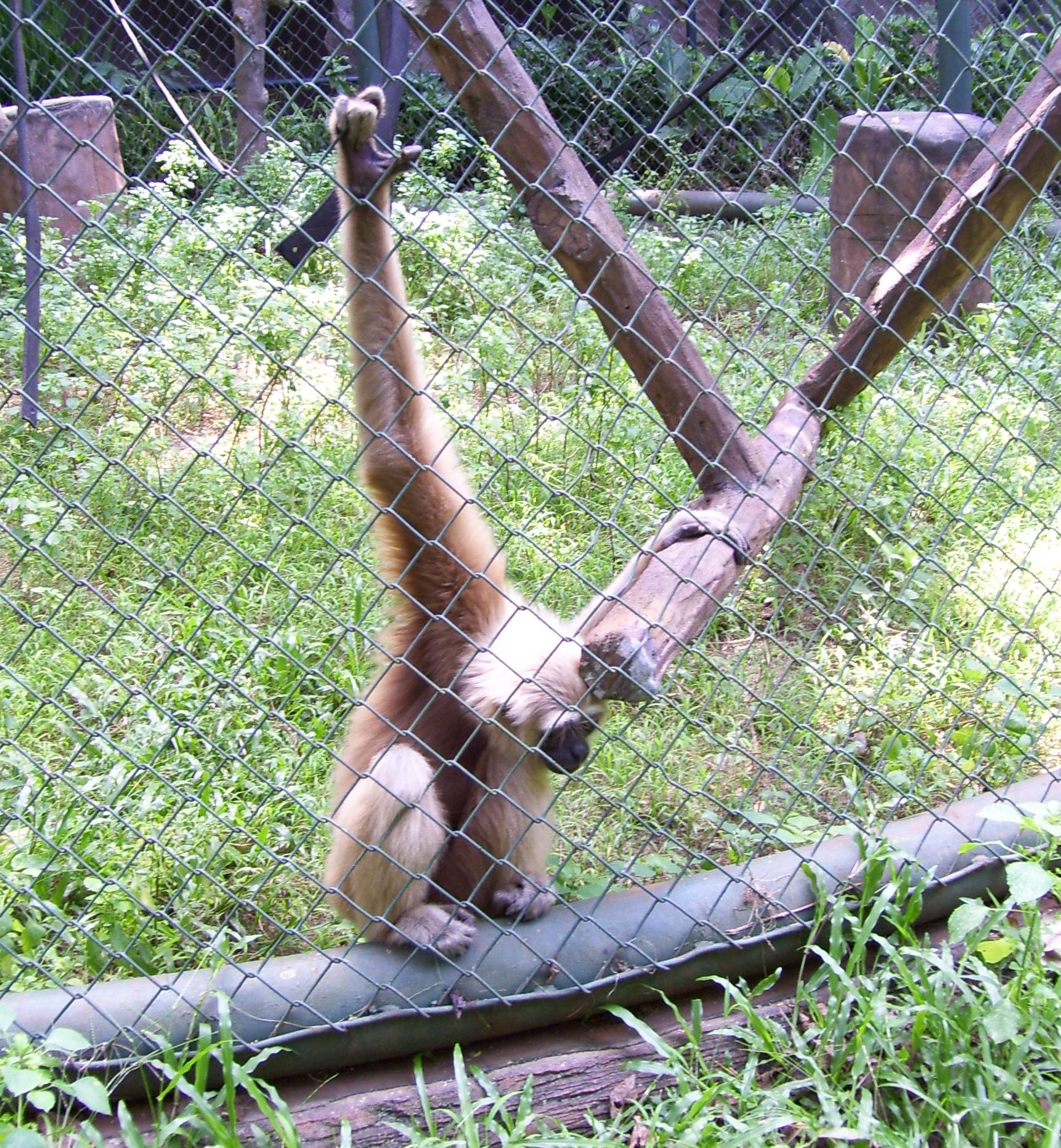
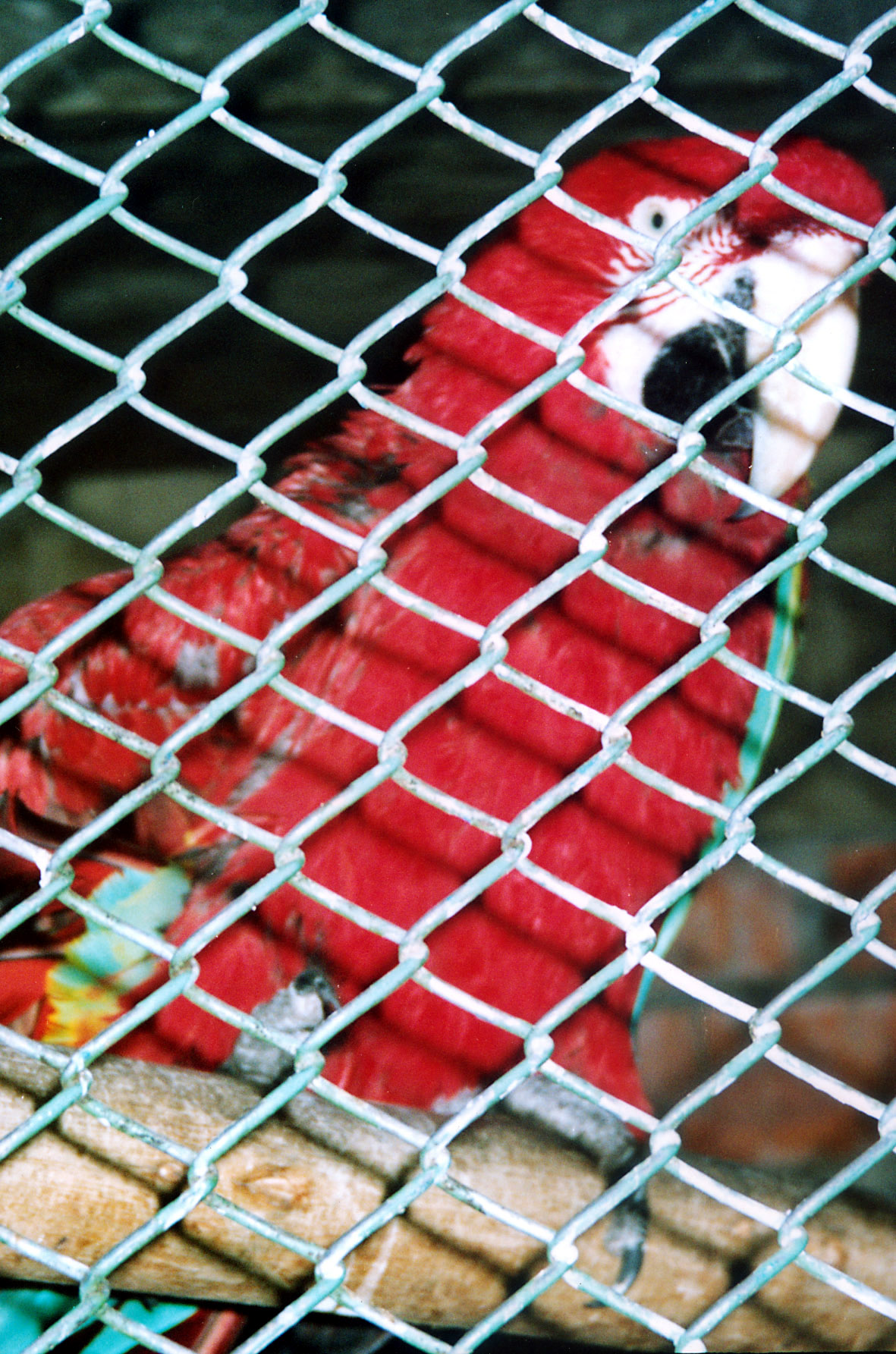
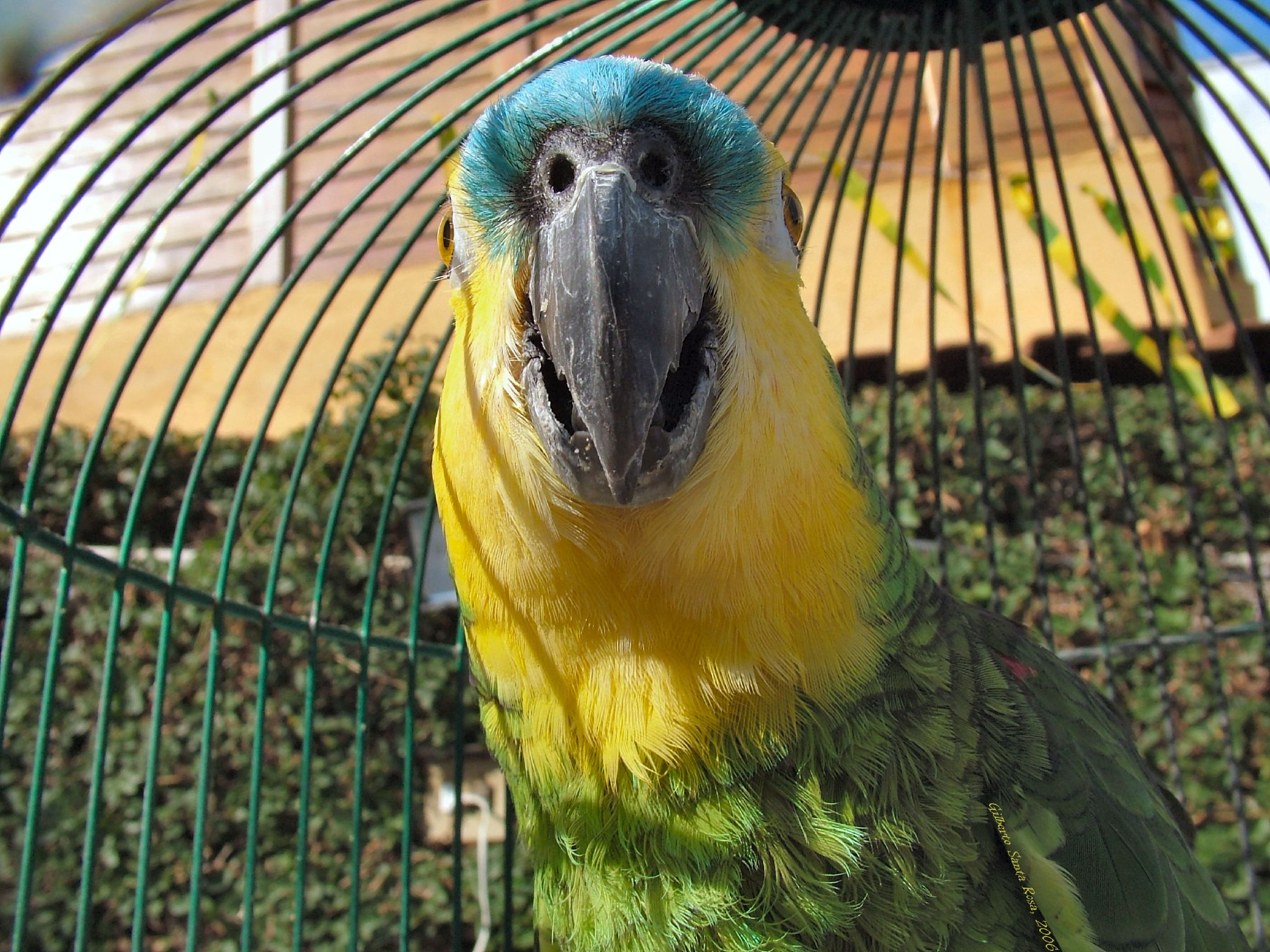
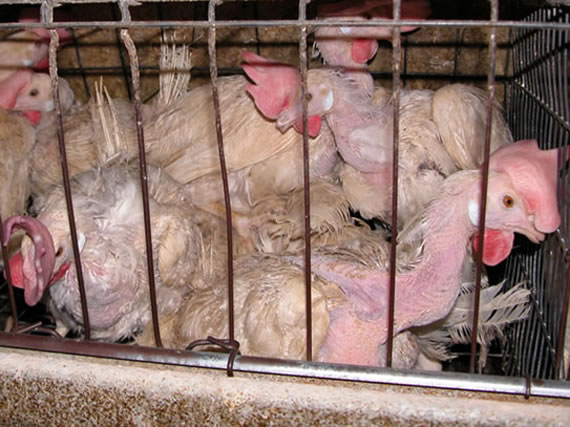
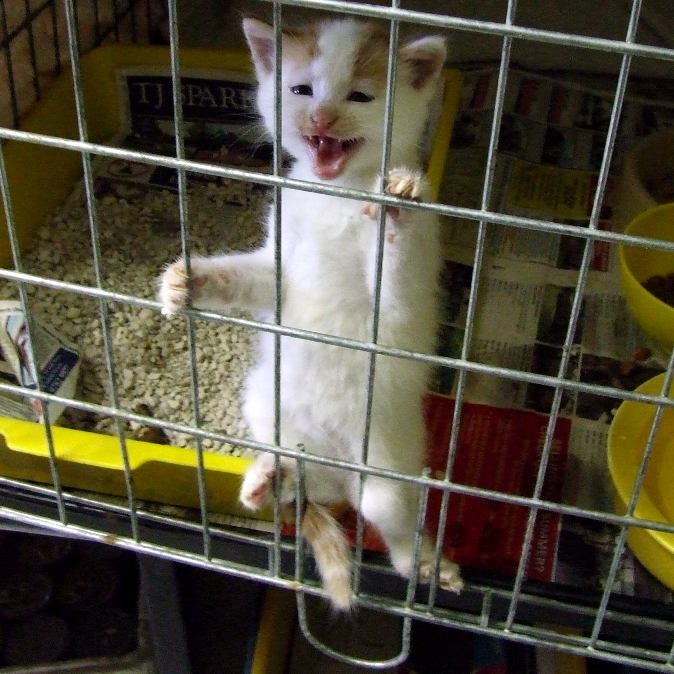
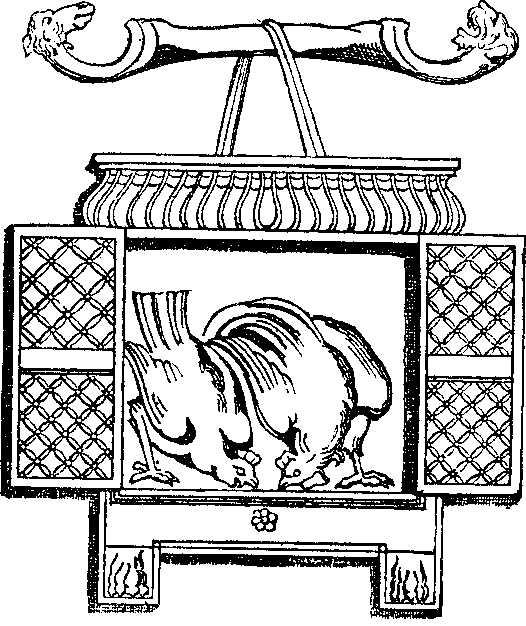
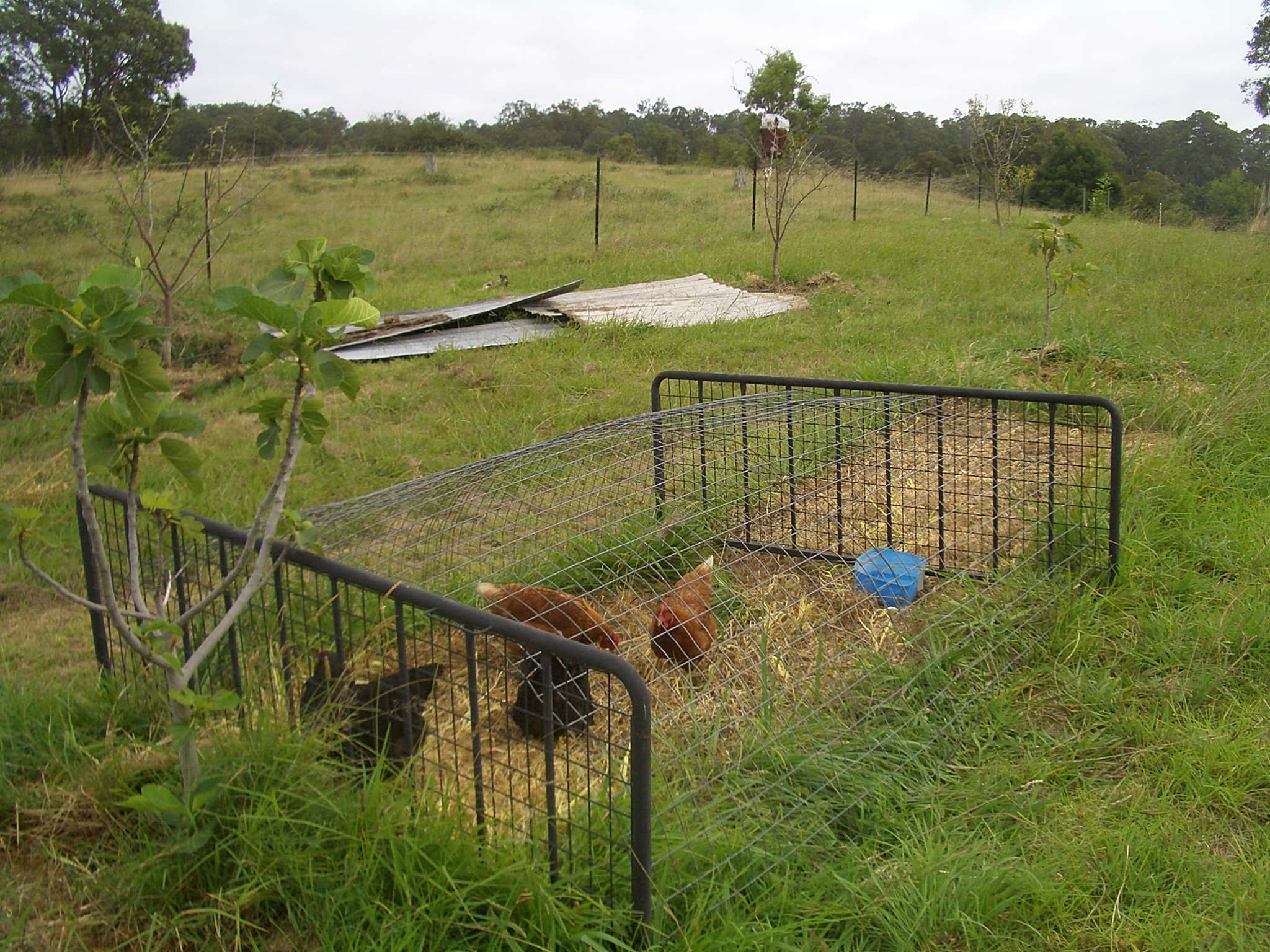
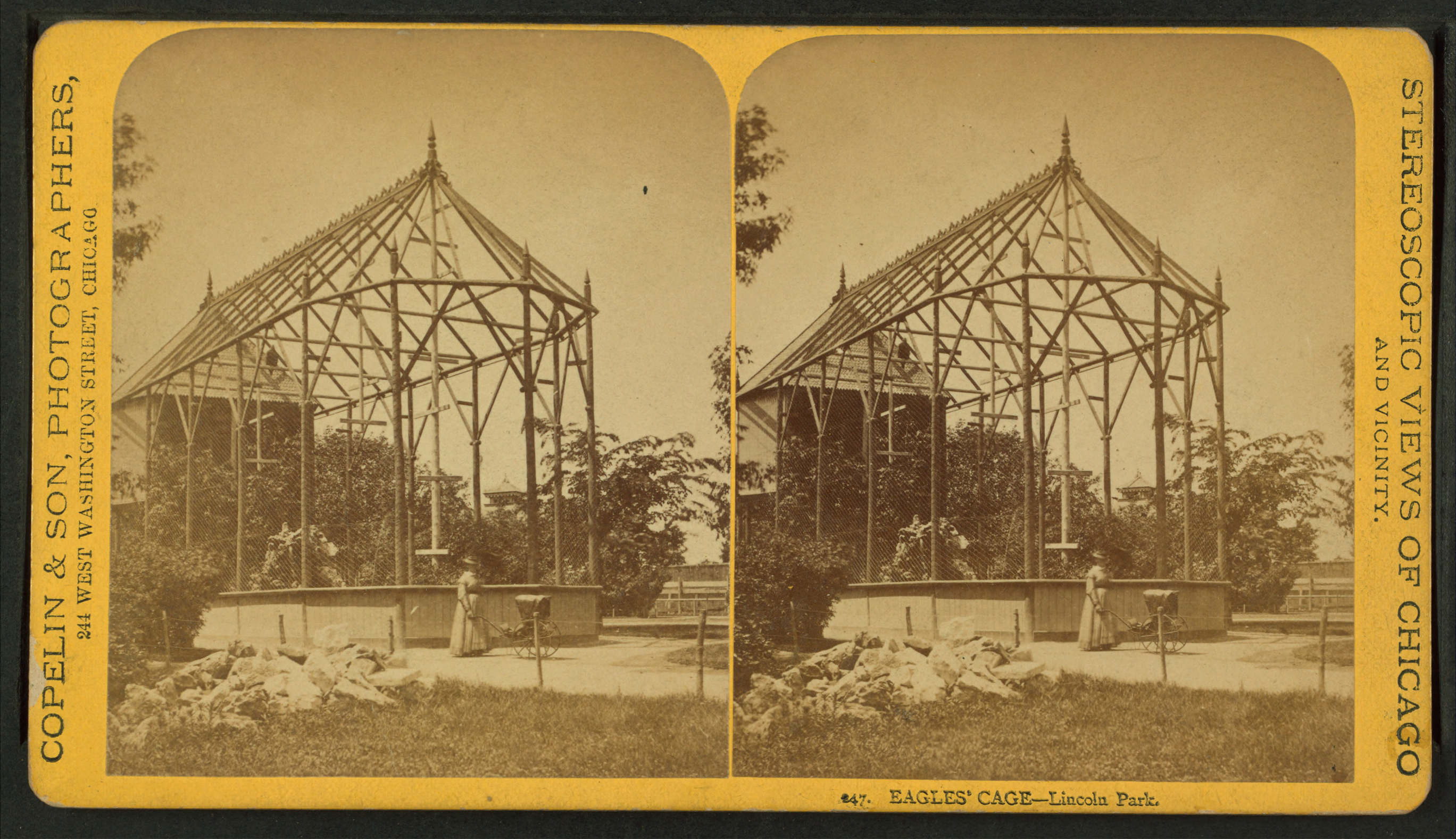
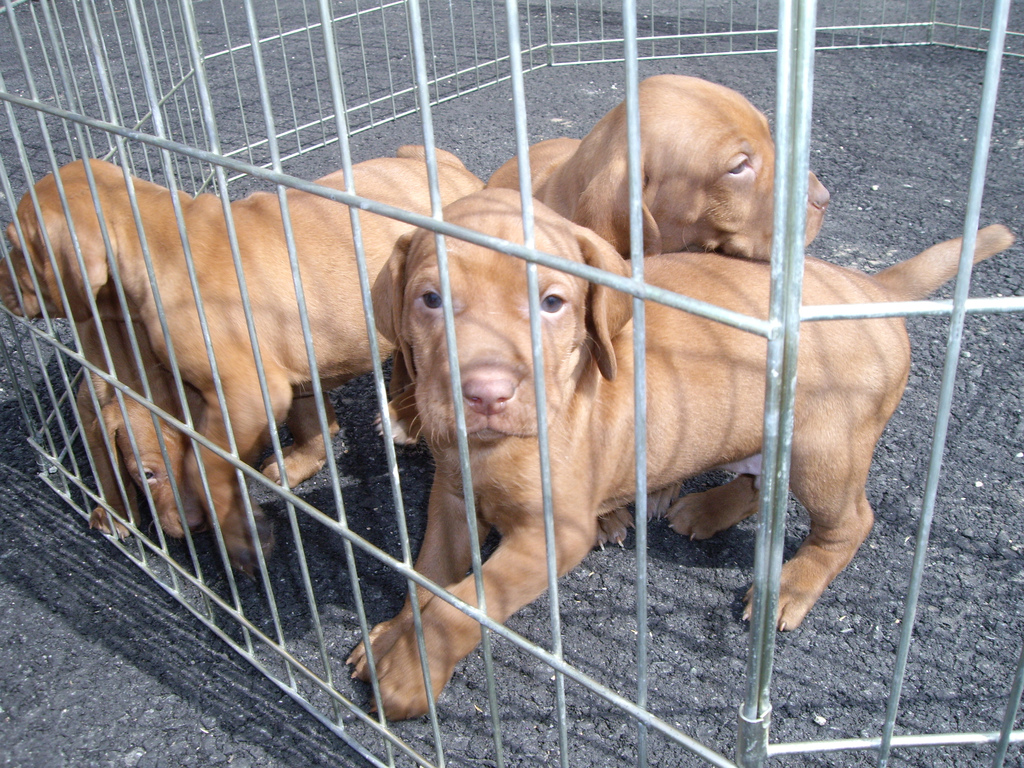